# Melaenornis pammelaina
Melaenornis pammelaina là một loài chim trong chi Melaenornis, họ Muscicapidae, thuộc bộ Sẻ. Đây là loài bản địa ở các khu vực rừng mở và thưa tại đông và nam châu Phi.
Loài này có khu vực sinh sống rộng lớn, ước tính khoảng 4.000.000 kilômét vuông (1.500.000 dặm vuông Anh). Kích thước dân số loài chưa được ước tính nhưng được liệt kê bởi liên minh Bảo tồn Thiên nhiên Quốc tế là loài ít được quan tâm.

## Mô tả
Loài chim này hoàn toàn có màu đen với mỏ đen và chân đen. Tròng đen mắt màu nâu và điều này, cùng với đuôi cụt hình vuông, giúp phân biệt nó với các loài tương tự là dicrurus adsimilis, có tròng đen mắt màu đỏ và đuôi dài chia hai. Chúng có kích thước khoảng 22 cm, nặng từ 21 đến 33g.

## Hành vi
Loài này là loài chủ yếu ăn côn trùng. Khẩu phần ăn của nó là bọ cánh cứng, mối, locust, giun, nhện và rết. Kỹ thuật tìm kiếm thức ăn chính của nó là đậu ở vị trí thấp như nhánh cây hay hàng rào và nhảy xổ vào con mồi ở trên không hoặc dưới đất. Nó cũng tìm mồi từ lá cây và cành cây, thỉnh thoảng nó kiếm ăn theo bầy, đặc biệt là cùng với Dicrurus adsimilis.
Nó cũng biết hút mật hoa từ các bông hoa loài Aloe marlothii và ăn trái dâu của loài Solanum nigrum.
Mùa sinh sản của loài từ giữa tháng 05 đến tháng 01 năm sau, đỉnh điểm là tháng 09 và tháng 10. Tổ loài này thường xây trong hốc cây hoặc khe nứt ở vỏ cây, đôi khi là trong các bụi dây leo, bụi chuối. Tổ có hình chén, được làm từ cỏ khô, cành cây khô, lót bằng các rễ nhỏ. Khoảng từ 2 đến 4 trứng được đẻ trong tổ và quá trình ấp ứng khoảng 2 tuần (từ 13 đến 16 ngày), sau đó con non rời tổ khoảng 15 đến 20 ngày.

## Phân bố và thói quen
Loài này là loài bản địa ở đông và nam châu Phi. Chúng ghi nhận được nhìn thấy ở Somalia, Kenya, Tanzania, Rwanda, Burundi, Congo, Cộng hòa Dân chủ Congo, Angola, Namibia, Swaziland, Botswana, Malawi, Mozambique, Zambia, Zimbabwe, Lesotho và Nam Phi. Nó sinh sống chủ yếu ở khu vực rừng gỗ mở và thưa, dọc theo sông suối hay các rìa đồn điền và ở cả trong vườn tược. Các loài cây mà loài chim này thường trú bao gồm Brachystegia (Brachystegia spp.), Chi Keo (Acacia spp.) và Colophospermum mopane.

## Tình trạng bảo tồn
Liên minh Bảo tồn Thiên nhiên Quốc tế liệt kê loài này là "loài ít được quan tâm", bởi vì nó có khu vực sinh sống quá rộng lớn, khoảng xấp xỉ 4.000.000 kilômét vuông (1.500.000 dặm vuông Anh). Hơn nữa, dân số loài dường như ổn định và loài được cho là phổ biến hơn ít nhất một phần phạm vi sinh sống. Kẻ thù tự nhiên của loài này là loài cắt lớn.

## Hình ảnh

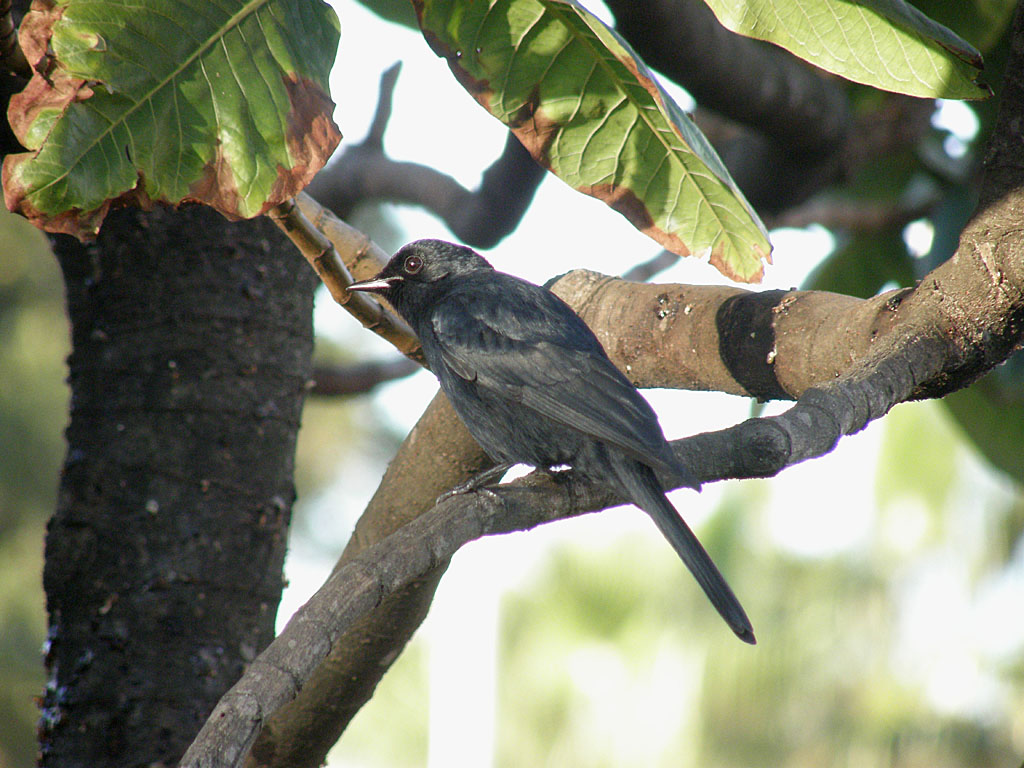
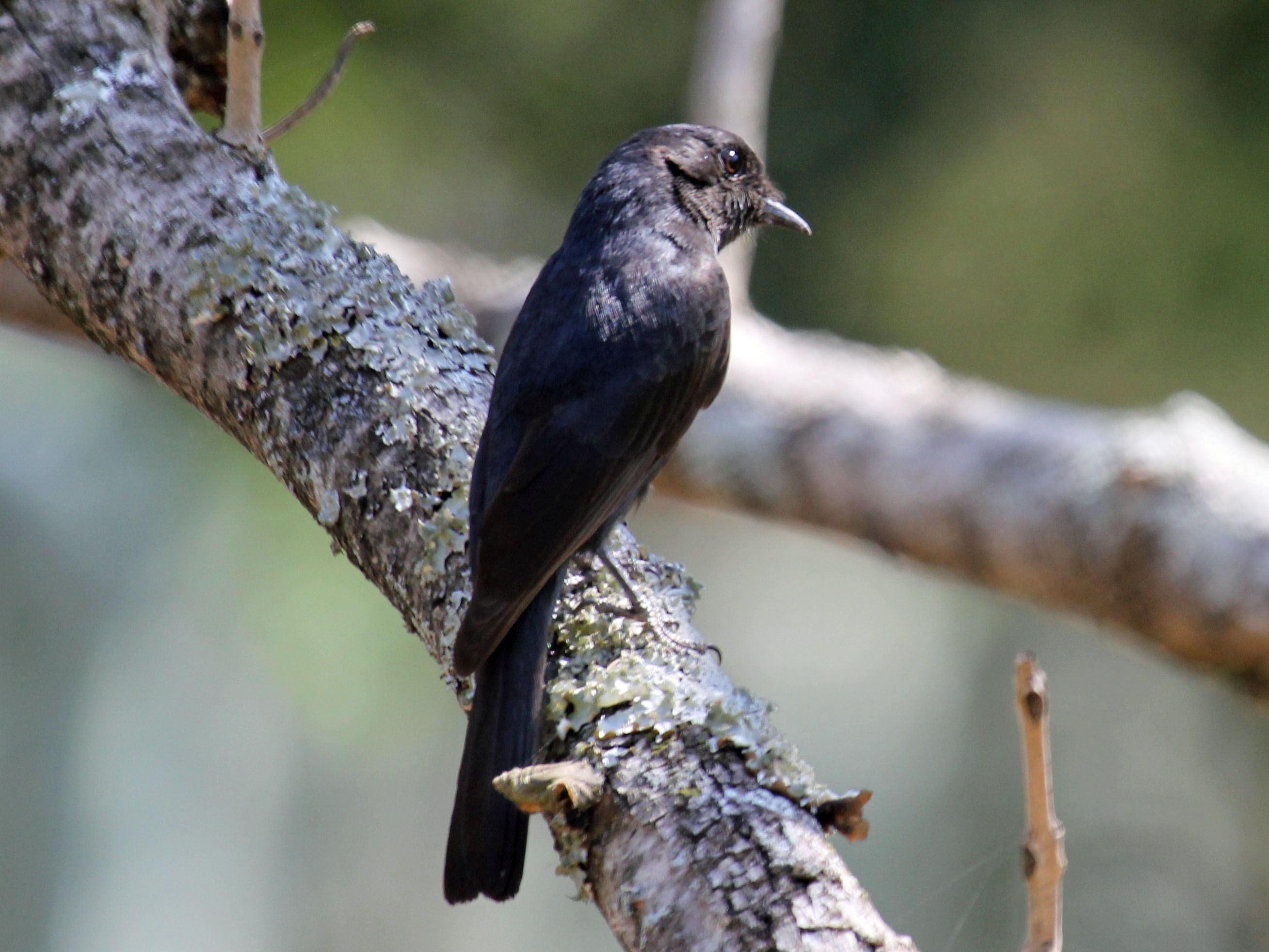